# Tetri Tsqaro
Tetri Tsqaro (in georgiano: თეთრიწყარო; in russo Белый Ключ?, Belyj Ključ) è un comune della Georgia, situato nella regione di Kvemo Kartli.